# Eutypella acericola
Eutypella acericola är en svampart som först beskrevs av Pier Andrea Saccardo, och fick sitt nu gällande namn av Augusto Napoleone Berlese 1902. Eutypella acericola ingår i släktet Eutypella och familjen Diatrypaceae.   Inga underarter finns listade i Catalogue of Life.